# IRON-CHINO
IRON-CHINO（アイアンチノ、5月28日 - ）は、日本のミュージシャン、ギタリスト。東京都文京区出身。ヘヴィメタルバンド・FIVE RINGSのリーダーであり、IRON ATTACK!の中心人物である。

## 略歴
さかもとえいぞうのプロジェクト・EIZO Japanに、メジャー1stアルバムより参加している。
過去にはジャクソン、及びフェンダー社とエンドースしていたことがある。
ゲーム、及び声優（南條愛乃、福原綾香、丹下桜ほか）への楽曲提供多数。
他にも、シンガーに元アット・ヴァンスのオリヴァー・ハートマンを迎えたRIZING ORBITや、同人音楽サークルIRON ATTACK!、WEBロックマガジン「BEEAST」主催のUSTREAM放送「ももてつNMカフェ」でメインパーソナリティを務める等、幅広い活動を展開している。
IRON ATTACK!は、日本コロムビア受託のTORANOANA RECORDSからメジャーデビュー（自身にとって4度目のメジャー進出）している。
2011年、フランス・パリで行われた「JAPAN EXPO」にLIGHTNINGとして出演。正統派ヘヴィメタルバンドとしては唯一の出演。
2015年、LIGHTNING名義でヨーロッパ盤「ROAD TO NINJA」をリリース。ヨーロッパツアーを行う。
IRON ATTACK!としては、2013年よりワールドツアーを幾度となく行い、同業種では他に類を見ない成功を収めている。
2018年、ウィーン（オーストリア）での2DAYS、及びマドリード（スペイン）での2DAYSを行い、ワールドツアーをさらに拡大。
2019年7月、フランス・パリで開催された「JAPAN EXPO」にIRON ATTACK!で出演している。
2024年、Master-Dragonへ改名。
スイス企業とのタイアップ曲「Susumu (the Devil wispers Death to Earth)」がスイスのナショナルチャートで1位を獲得。

## ディスコグラフィー
HEAVY METAL KINGDOM
- FIRE TALES 2005年

LIGHTNING
- SOLDIER FORCE 2006年（サウンドホリック配給） ※廃盤
- BRAVE HEART 2007年（サウンドホリック HMJ-0005 徳間ジャパンコミュニケーションズ） ※廃盤
- FIVE RINGS 2010年（キングスリネージュ KLCD006 ディスクユニオン）
- BRAVE HEART Re-birth 2011年（キングスリネージュ KLCD007 ディスクユニオン）
- 死闘!五稜郭!!～LIGHTNING vs IRON ATTACK!～ 2011年（DVD、キングスリネージュ KVCD001,KVCD002 ディスクユニオン）
- JUSTICE STRIKE 2011年（アヴァロン・レーベル）
- Raise the sun 2013年（アヴァロン・レーベル）
- ROAD TO NINJA 2015年（SONIC REVOLUTION）

EIZO Japan
- スーパーアニソン レジェンド オブ '90 2010年（エイベックス・エンタテインメント）

IRON ATTACK!
- Link 2013年（TORANOANA RECORDS）
- 鉄撃三國志～SANGOKU ATTACK!～[7][8] 2016年（TORANOANA RECORDS）